# Dolf van der Linden
Dolf van der Linden född David Gysbert van der Linden den 22 juni 1915 i Vlaardingen i Nederländerna, död 30 januari 1999, var en nederländsk dirigent och kompositör. Han grundade 1945 den nederländska orkestern Metropole Orkest som han ledde fram till 1980. Han dirigerade Nederländerna i Eurovision Song Contest 13 gånger åren 1957-1962, 1964-1968 och 1970-1971. Han var dessutom chefsdirigent i Hilversum 1958 och i Amsterdam 1970.